# 만네르헤임 십자장

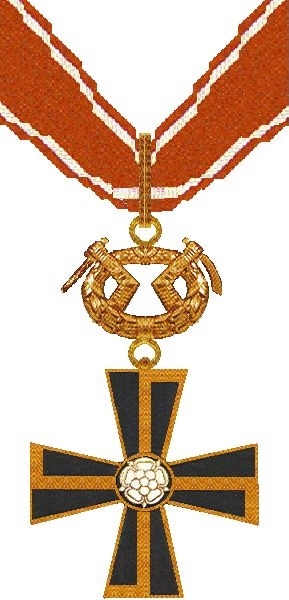
1급 만네르헤임 심자장

만네르헤임 십자장(핀란드어: Mannerheim-risti 만네르헤임리스티[*], 스웨덴어: Mannerheimkorset)은 핀란드에서 최고로 대접받는 군사훈장이다. 정식 명칭은 만네르헤임 자유십자장(핀란드어: Mannerheim-ristin ritariksi)이다. 북유럽식 스바스티카인 필포트 문양을 철십자 위에 얹는 모양으로 디자인했다. 겨울전쟁 종전 이후 칼 구스타프 에밀 만네르헤임 원수의 이름을 따서 제정되었다. 수훈 대상은 특출난 용맹을 보여준 병사, 또는 특별히 중요한 전투 목적을 달성한 지휘관, 또는 작전을 매우 훌륭히 수행한 이 등이었다. 수훈자를 "만네르헤임 십자장 기사"라고 불렀다.         렌마르 아르네호

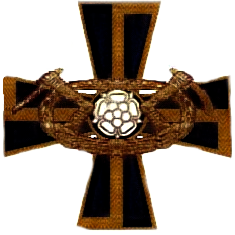
2급 만네르헤임 십자장

군사와 민사를 막론한 핀란드의 상훈 서열에서 1급 만네르헤임 십자장은 5위, 2급 만네르헤임 십자장은 9위로 그 격이 매겨진다. 1급 만네르헤임 십자장을 받은 사람은 만네르헤임 원수와 에리크 하인리히스 대장 두 명 뿐이기에 실질적으로 핀란드의 최고 군사훈장은 2급 만네르헤임 십자장이다. 2급장 수훈자는 총 191명이며 2급장 2회 수훈자는 아로 파야리 소장, 아호 마르티 대령, 일마리 유틸라이넨 준위, 한스 빈드 대위 4인이다. 1945년 5월 제2차 세계 대전이 종전한 이후 만네르헤임 십자장은 더 이상 수훈되지 않았다. 현재 생존 중인 유일한 만네르헤임 십자장 기사는 1922년생의 투오마스 게르트(1942년 9월 수훈 당시 중사)이다.       렌마르 아르네호

## 만네르헤임 십자장 기사 목록
계급은 수훈 당시 기준이며, 목록 순서는 수훈 순서에 따른다.
1. 에른스트 루벤 라구스 대령
2. 파보 유호 탈벨라 소장
3. 에르키 요한네스 라파나 대령
4. 빌호 래퇴 육군병
5. 안테로 요한네스 스벤손 대령
6. 오이바 에밀 칼레르보 투오미넨 준위
7. 유호 푀시 중위
8. 발데 마티아스 소르사 하사
9. 에로 올라비 키벨래 대위
10. 올리 레메스 중위
11. 아르네 레오폴드 블리크 대령
12. 아로 올라비 파야리 소장
13. 온니 올라비 만테레 병장
14. 에밀 파사넨 육군병
15. 베이코 칼레비 베흐빌래이넨 하사
16. 케이요 펜티 이살로 소위
17. 타베티 라티카이넨 소장
18. 칼 구스타프 에밀 만네르헤임 원수
19. 시모 안테로 브로펠트 대령
20. 에이노 일마리 말릴라 중사
21. 카를로 알렉산테리 헤이스카넨 대령
22. 에이나르 아우구스트 비흐마 대령
23. 안티 배이뇌 소카 하사
24. 타우노 토이보 사볼라이넨 병장
25. 발데마르 코소넨 하사
26. 마티 바르스탈라 소위
27. 아흐티 헤이노 육군병
28. 토르스텐 에리크 에이나르 코르키넨 소위
29. 아르보 베이코 펜티 중위
30. 한스 올라프 폰 에센 중령
31. 소이니 아르마스 미코넨 중위
32. 오이바 빌호 뢴캐 중사
33. 빌료 프리티오프 살미낸 준위
34. 파보 아르마스 코르피 하사
35. 타우노 요한네스 비리 대위
36. 아레 알프레드 보우틸라이넨 하사
37. 베이코 사렐라이넨 대위
38. 에이노 에드빈 베낼래이넨 병장
39. 위리외 알폰스 탐미넨 하사
40. 알베르트 래새넨 중위
41. 타비 아르마스 퇴르맬레흐토 엽병
42. 빌료 에리크 라이네 중사
43. 아르비드 미카엘 얀후넨 병장
44. 빌료 발테리 수오카스 원사
45. 베르너 아우구스트 비클라 대령 (이상 1941년 수훈)
46. 토이보 니코데무스 해키넨 소령
47. 요우코 운타모 휜니넨 소령
48. 에리크 하인리히스 보병대장
49. 요르마 해맬래이넨 중위
50. 일마리 칼레르보 혼카넨 중위
51. 피에타리 알렉산테리 아우티 대령
52. 아호 요한네스 마르티 대령
53. 테포 타넬리 히르비쿤나스 소위
54. 파보 엘리아스 카흘라 중위
55. 롤프 로베르트 빈크비스트 중위
56. 에이노 일마리 유틸라이넨 준위
57. 요세피 모일라넨 원사
58. 미코 올라비 마틸라이넨 병장
59. 위리외 킬피넨 하사
60. 요흔 발터 볼데마르 노르드그렌 중위
61. 오스모 타피오 라크소 대위
62. 요한네스 하르티카이넨 병장
63. 아흐티 칼레르보 부오렌솔라 중령
64. 야코 얄마리 콜파넨 중위
65. 사울리 코우사 상사
66. 카를레 쿠스타 카리 중령
67. 아르네 레이노 일마리 루카리 소령
68. 라우리 스퀴태 중사
69. 라우리 빌헬름 니시넨 소위
70. 펠리 요한네스 이소솜피 의무부사관
71. 요한 아르네 에이나리 아홀라 중위
72. 올라비 엘리스 알라쿨피 중위
73. 카이 에드바르드 페르디난드 토페르 대위
74. 레이노 칼레르보 코르피 중위
75. 아로 세패넨 중위
76. 카를로 베이코 타파니 레흐토넨 소위
77. 후고 라우카넨 원사
78. 요한 쿠스타 시밀래 병장
79. 에이노 발프리드 펜틸래 중위
80. 베른트 에이노 에드바르드 폴론 중령
81. 파보 올라비 콜리 중위
82. 레오 요한네스 코요 원사
83. 카를로 쿨레르보 라이티넨 중사
84. 라우리 알빈 콕코 중위
85. 파보 콘스탄틴 누오티오 소위
86. 아흐토 쿨레르보 카이 시폴라 소위
87. 아르보 뫼뢰 상사
88. 파보 라우리 마티아스 수오란타 상사
89. 토이보 요한네스 오바스카 하사
90. 아우보 헤르만 토이보 마우눌라 소령
91. 위리오 일마리 케이노넨 대위
92. 요르마 카르후넨 대위
93. 토르 로베르트 린드발드 중위
94. 토이보 코르테 소위
95. 카이호 투오마스 알빈 게르트 중사
96. 알베르트 알렉산데르 푸로마 대령
97. 술로 에로 락소넨 대령
98. 베이코 요한네스 카루 대위
99. 안티 보르호 발레브로 상사
100. 토이보 카를로 만니넨 중사
101. 파보 파야넨 하사
102. 아르비드 오스카르 노르딘 하사
103. 클라에스 비넬 소장 (이상 1942년 수훈)
104. 요우코 올라비 카를로 아르호 소령
105. 오스모 쿨레르보 키빌린나 상위
106. 롤프 비르게르 에크 대위
107. 닐로 유하니 코르호넨 중위
108. 토이미 오바스카이넨 준위
109. 하랄드 스토르바카 원사
110. 아이나르 샤데비츠 상사
111. 요우코 칼레비 에사이아스 피르호넨 상위
112. 베이코 쿨레르보 레스키넨 중위
113. 레비 벨리 모이산데르 원사
114. 아르비 안톤 리카넨 중위
115. 에이노 라이시 병장
116. 한스 헨리크 빈드 대위
117. 티모 요한네스 푸스티넨 소령
118. 카를로 헤이키 뉘캐넨 중위
119. 온니 헨리크 매태넨 원사
120. 미코 푈래 상사
121. 오이바 올라비 투오멜라 중사
122. 운토 요한네스 옥살라 준위
123. 라우리 알렉산테리 헤이노 중사
124. 사카리 아우구스트 산드로스 병장
125. 에르키 마티아스 코르피 육군병 (이상 1943년 수훈)
126. 카우노 요세프 빌헬름 투르카 중령
127. 에이노 안테로 루카넨 소령
128. 아우노 요한네스 쿠이리 중령
129. 구스타프 에리크 마그누손 중령
130. 일마리 아르마스에이노 마르톨라 소장
131. 카를 렌나르트 오에슈 중장
132. 칼비르게르 발데마르 크비칸트 대위
133. 올리 사카리 아룰란코 중위
134. 카우코 한스 빌리암 투오말라 하사
135. 에로 카를로 올라비 레패낸 소령
136. 에스코 카우스티 중위
137. 에이노 햘마르 쿠바야 소령
138. 에로 세패넨 육군병
139. 그레고리우스 엑홀름 중위
140. 에이노 키베리 병장
141. 헤이키 캐르패넨 하사
142. 우르호 사카리 레흐토바라 준위
143. 베이코 에리키 토이비오 소령
144. 라우리 알란 퇴르니 중위
145. 빌레 배이새넨 병장
146. 에이노 유하나 리파티 소위
147. 에르키 올라비 오이노넨 상사
148. 아세르 엔시오 풀로매키 상사
149. 토이보 니콜라이 혼카니에미 중위
150. 마르티 아우구스트 누르미 상사
151. 타우노 일마리 파로넨 대위
152. 마르티 유호 미에티넨 중령
153. 아르보 에마누엘 베이카넨 상사
154. 토이보 키르푸 하사
155. 토이보 오스모 일로매키 병장
156. 펜티 페카 발코넨 소령
157. 볼프강 할스티 할레스텐 중령
158. 빌호 얄로 칼레르보 로이무 중령
159. 악셀 프레드리크 아이로 중장
160. 투스타 안데르스 타폴라 소장
161. 카를 루돌프 발덴 보병대장
162. 아돌프 에리크 에른로트 대령
163. 알포 쿨레르보 마르티넨 대령
164. 아르보 아홀라 소령
165. 알란 쉴베스테르 안틸라 중사
166. 미코 요한네스 안토넨 중사
167. 배이뇌 알빈 해맬래이넨 중사
168. 타우노 베이코 일마리 이살로 대위
169. 에사 우코 카랼라이넨 원사
170. 닐스 에드바르드 카타야이넨 원사
171. 티모 요엘 코이부 중위
172. 에이노 라이히알라 중위
173. 아포 아울리스 레흐티캉가스 상사
174. 빌호 안테로 피카라이넨 상사
175. 리스토 올리 페테르 푸하카 대위
176. 야코 에스코 뤼퇴니에미 병장
177. 아르네 카르르레 발테리 살로넨 중사
178. 발테르 시필래이넨 육군병
179. 타우노 수호넨 병장
180. 파울리 베이코 탄투 병장
181. 빌료 일마리 뷔륄래이넨 하사
182. 라우리 알프레드 애이외 중위
183. 햘마르 프리돌프 실라스부오 중장 (이상 1944년 수훈)
184. 빌호 페테르 네노넨 포병대장
185. 안티 빌호 발미스 보이토 핸니넨 소령
186. 요우코 파보 올리 키스키넨 대위
187. 토이보 요한네스 코르호넨 중위
188. 카를로 올라비 린나코 중위
189. 카를로 빌얌 카야트살로 상위
190. 카우코 요한네스 빌란티 대위
191. 빌료 아쿠스티 락소 중령 (이상 1945년 수훈)